# Ouled Lenine
Ouled lenine  es una película del año 2007.

## Sinopsis
“Tenía diez años entonces, y fue la mejor época de mi vida. En el Túnez independiente de Bourguiba que ya entraba en la era de la desilusión, éramos unos pocos en compartir un secreto en común: éramos hijos e hijas de comunistas. Chitón…” A los 20 años luchaban por la independencia de Túnez, estaban llenos de esperanza. ¿Esperaron demasiado a que madurara el país, o pasó el tiempo demasiado rápidamente para sus sueños? El documental traza un retrato especial de los militantes progresistas en Túnez inmediatamente después de la Independencia y plantea la cuestión de la herencia que han dejado…